# Stand Up for Your Love Rights
Stand Up for Your Love Rights is een nummer van de de Britse zangeres Yazz uit 1988. Het is de tweede single van haar debuutalbum Wanted.
Het nummer leverde Yazz opnieuw een hit op, maar minder succesvol dan de voorganger. Zo bereikte het de tweede positie in het Verenigd Koninkrijk. In de Nederlandse Top 40 bereikte het de zevende positie, en in de Vlaamse Radio 2 Top 30 de vierde.

## Tracklijst
- 7-inch single

1. "Stand Up for Your Love Rights" — 4:21
2. "Stand Up for Your Love Rights" (what it is! mix) — 3:57

- 12-inch maxi

1. "Stand Up for Your Love Rights" (extended) — 7:15
2. "Stand Up for Your Love Rights" (y'azzid mix!) — 6:45

- CD maxi

1. "Stand Up for Your Love Rights" (7-inch version) — 4:22
2. "Stand Up for Your Love Rights" (y'azzid mix) — 6:45
3. "Stand Up for Your Love Rights" (extended 12-inch) — 7:15

- 12-inch maxi – Remixes

1. "Stand Up for Your Love Rights" (the stadium disco mix) — 8:50
2. "Stand Up for Your Love Rights" (she's crazy mix) — 7:38